# Pennisetum orientale
Pennisetum orientale là một loài thực vật có hoa trong họ Hòa thảo. Loài này được Rich. mô tả khoa học đầu tiên năm 1805.

## Hình ảnh

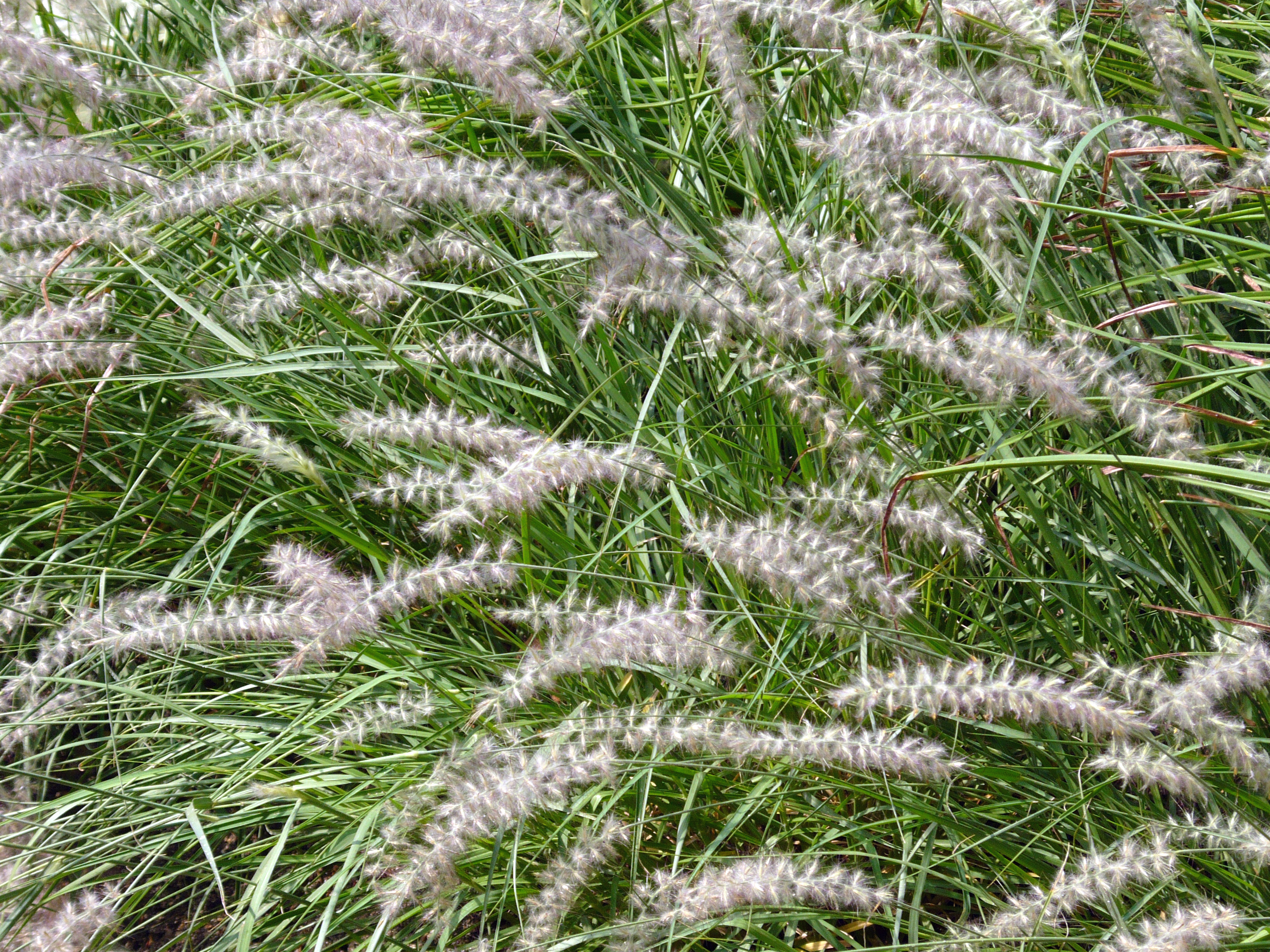